# Ophioplinthus inflata.
Ophioplinthus inflata. är en ormstjärneart som först beskrevs av Jean Baptiste François René Koehler 1897.  Ophioplinthus inflata. ingår i släktet Ophioplinthus och familjen fransormstjärnor. Inga underarter finns listade i Catalogue of Life.